# 이유있는 반항 (2004년 영화)
《이유있는 반항》(영어: The Heart Is Deceitful Above All Things)은 2004년 공개된 미국의 드라마 영화이다.

## 출연
- 아시아 아르젠토
- 지미 베넷
  - 딜런 & 콜 스프라우스
- 매릴린 맨슨
- 피터 폰다
- 오르넬라 무티
- 킵 파듀
- 제러미 레너
- 존 로빈슨
- 벤 포스터
- 마이클 피트
- 제러미 시스토
- 맷 슐즈
- 위노나 라이더
- 팀 암스트롱

## 기타 제작진
- 공동 제작: 앨 헤이스, D. 스콧 럼프킨
- 라인 제작: 몰리 해슬
- 협력 제작: 아라 캐츠, 수잰 라이언스, 케이트 로빈스, 샘 엥글바트
- 배역: 섀넌 매케이니언
- 미술: 맥스 비스코